# Awaramada fryeri
Awaramada fryeri är en insektsart som beskrevs av William Lucas Distant 1914. Awaramada fryeri ingår i släktet Awaramada och familjen Dictyopharidae. Inga underarter finns listade i Catalogue of Life.